# Talia al Ghul
Talia al Ghul (arabiska: تاليا الغول) är en seriefigur i DC Comics. Figuren skapades av författaren Dennis O'Neil och tecknaren Bob Brown, och hade sitt första framträdande i Detective Comics #411 (1971).
IGN listade Talia som nummer 42 i deras lista med de 100 mest populära superskurkarna i serietidningar genom tiderna. Hon listades som nummer 25 i Comics Buyer's Guides lista över de 100 sexigaste kvinnliga seriefigurerna.

## Historik
Talia är oftast avbildad som ett romantiskt intresse för Batman, en skurk eller en kombination av båda två. Hennes far, ledare för ett världsomfattande kriminellt imperium, ansåg att Batman var den som var mest värdig att gifta sig med Talia och bli hans efterträdare. Medan Batman är ointresserad av det kriminella imperiet har han dock ofta visat romantiska känslor för Talia.
Hon har räddat livet på Batman eller hjälpt honom vid ett flertal tillfällen. De flesta av hennes brottsliga handlingar begås på uppdrag av sin far och motiveras av lojalitet till sin far snarare än personlig vinning. Hon beskrivs som en moraliskt tvetydig eller antiheroisk figur.
I nyare skildringar har hon visat sig oftare vara en fiende till Batman och en superskurk i sin egen rätt, som leder League of Assassins, som en del av Secret Society of Super Villains, och som hjärnan bakom Leviathan.

## Familj och relationer
Talia är dotter till Ra's al Ghul, kärleksintresse till Batman och mor till Damian Wayne, den femte Robin.

## I andra medier
- Talias mest berömda medverkan är i Christopher Nolans film The Dark Knight Rises från 2012, där hon spelades av Marion Cotillard.